# William Howard Thompson
William Howard Thompson (Crawfordsville, 1871. október 14. – Washington, 1928. február 9.) az Amerikai Egyesült Államok szenátora (Kansas, 1913–1919).